# 特里·布兰斯塔德
特里·爱德华·布兰斯塔德（英語：Terry Edward Branstad，1946年11月17日—），美国政治人物，共和党人。

## 生平
布兰斯塔德生于艾奥瓦州温纳贝戈县利兰。父亲爱德华·阿诺德·布兰斯塔德是一位农民，来自挪威路德宗；母亲丽塔是一名犹太人。他是前美国联邦第二巡回上诉法院法官、最高法院提名大法官梅里克·加兰的第二个表弟。布兰斯塔德早年在路德宗教会长大，但是后来他信奉了天主教。布兰斯塔德于1969年毕业于爱荷华大学，获政治学学士学位。1969年大学毕业后，布兰斯塔德入伍，在美国陆军宪兵部队第503憲兵營服役。期间他获得陸軍嘉獎勳章一枚。他曾回忆说，在宪兵部队服役期间，他参与了逮捕了女演员简·方达的行动。1971年，退伍的布兰斯塔德进入德雷克大学学习，三年后获法学博士学位。
博士毕业后，布兰斯塔德进入政坛，成为艾奥瓦州众议院的一名议员。1979年，他成为艾奧瓦州副州长。

### 担任艾奥瓦州州长
1983年至1999年、2011年至2017年，两次担任艾奧瓦州州长。特里·布兰斯塔德初次当选时，成为了艾奥瓦州历史上最年轻的州长，并随着不断连选连任，成为艾奧瓦州历史上任职时间最长的州长，也是美国历史上任职时间最长的州长（已超越纽约州州长乔治·克林顿）。1989年至1990年，布兰斯塔德担任全国州长协会会长、中西部州长协会会长。1997年，他又担任州教育委员会会长、共和党州长协会会长。

### 担任美国驻华大使
布兰斯塔德与现任中国共产党总书记习近平相识多年，在1985年和2012年，习近平两度在布兰斯塔德任州长期间访问艾奥瓦州。布兰斯塔德也曾数次访问中国。两人关系友好，因此在2016年12月成為美国总统当选人唐納·川普提名的美国驻华大使候選人。美国国会参议院于2017年5月22日以82票赞成、13票反对的表决结果，批准布兰斯塔德接替马克斯·博卡斯出任第12任美国驻华大使，布兰斯塔德本人则于2017年6月27日抵达北京，并于2017年7月12日向中国领导人习近平递交国书，正式上任。
2020年9月14日宣佈卸任退休，30日在中華人民共和國71年周年國慶前夕，向國務委員兼外長王毅辭行
，在10月3日離開北京返回美國，結束10年以來任期最長的駐華大使職務。

### 批评中国政府
在2018年中美贸易争端期间，中国官方英文报刊《中国日报》在美国农业州、共和党票仓爱荷华州的第一大报《得梅因纪事报》刊登了四个全版广告，内容为美国总统特朗普执意打贸易战，将让该州农民损失惨重。其中，广告第三页的大标题指特朗普“愚蠢”。布兰斯泰德随后在《得梅因纪事报》回击，“中国政府利用美国珍惜的自由言论的传统搞宣传，令美国的工人、农场主和企业深受其害”。他特别表示：“（和美国）相反，北京的书报亭却在限制谈论中国经济困难形势（针对中国政府）的反对声音，也看不到真实反映（与政府）不同意见的任何面貌。”
布蘭斯塔德在2020年9月投書《人民日報》被拒，其文主要描述布蘭斯塔德指出中美之間外交關係並不平等的意見，隨後美國政府公開批評「如果中國想成為一個成熟的大國，習近平總書記的政府就會尊重西方外交官直接與中國人民對話的權利，允許外國記者回到中國，停止恐嚇和騷擾調查記者。中國拒絕這樣做，表明未經選舉的統治集團多麼害怕他們自己的人民有自由思想」，人民日報則回應歡迎投書，但部分美方發表內容不實因故才會作出不宜刊出的決定。